# Wyścig Solidarności i Olimpijczyków 2013
Międzynarodowy Wyścig Kolarski "Solidarności" i Olimpijczyków 2013 – 24. edycja kolarskiego Wyścigu Solidarności i Olimpijczyków, która odbyła się w dniach 26–29 czerwca 2013. Trasa wyścigu prowadziła z Lublina do Łodzi.

## Etap 1:Lublin—Łódź– 231,1 km
- 1.  Witalij Popkow – 5:36.00 godz.
- 2.  Jonas Koch – + 1.42 min.
- 3.  Jiří Hudeček – + 1.46 min.

## Etap 2:Żory—Jastrzębie-Zdrój– 103,5 km
- 1.  Michael Schweizer – 3:19.45
- 2.  Kamil Zieliński – ten sam czas
- 3.  Louis Verhelst – ten sam czas

## Etap 3:Jaworzno—Kielce– 193,1 km
- 1.  Konrad Dąbkowski – 4:05.46 godz.
- 2.  Paweł Franczak – ten sam czas
- 3.  Grzegorz Stępniak – ten sam czas

## Etap 4:Radomsko—Łódź– 153,5 km
- 1.  Sebastian Forke – 3:13.43 godz.
- 2.  Tino Thomel – ten sam czas
- 3.  Grzegorz Stępniak – ten sam czas

## Klasyfikacja końcowa (generalna)
- 1.  Witalij Popkow – 14:59.17 godz.
- 2.  Jiří Hudeček – + 1.53 min.
- 3.  Stefan Schafer – + 2.11 min.

## Zwycięzcy innych klasyfikacji

### Żółta koszulka lidera
- –  Witalij Popkow

### Klasyfikacja punktowa
- –  Witalij Popkow

### Klasyfikacja górska
- –  Matthias Plarre

### Klasyfikacja młodzieżowa
- –  Jonas Koch

### Klasyfikacja drużynowa
- ISD Continental Team